# Andrzej Zglejszewski

Wappen von Andrzej Jerzy Zglejszewski

Andrzej Jerzy Zglejszewski (* 18. Dezember 1961 in Białystok, Polen) ist Weihbischof in Rockville Centre.

## Leben

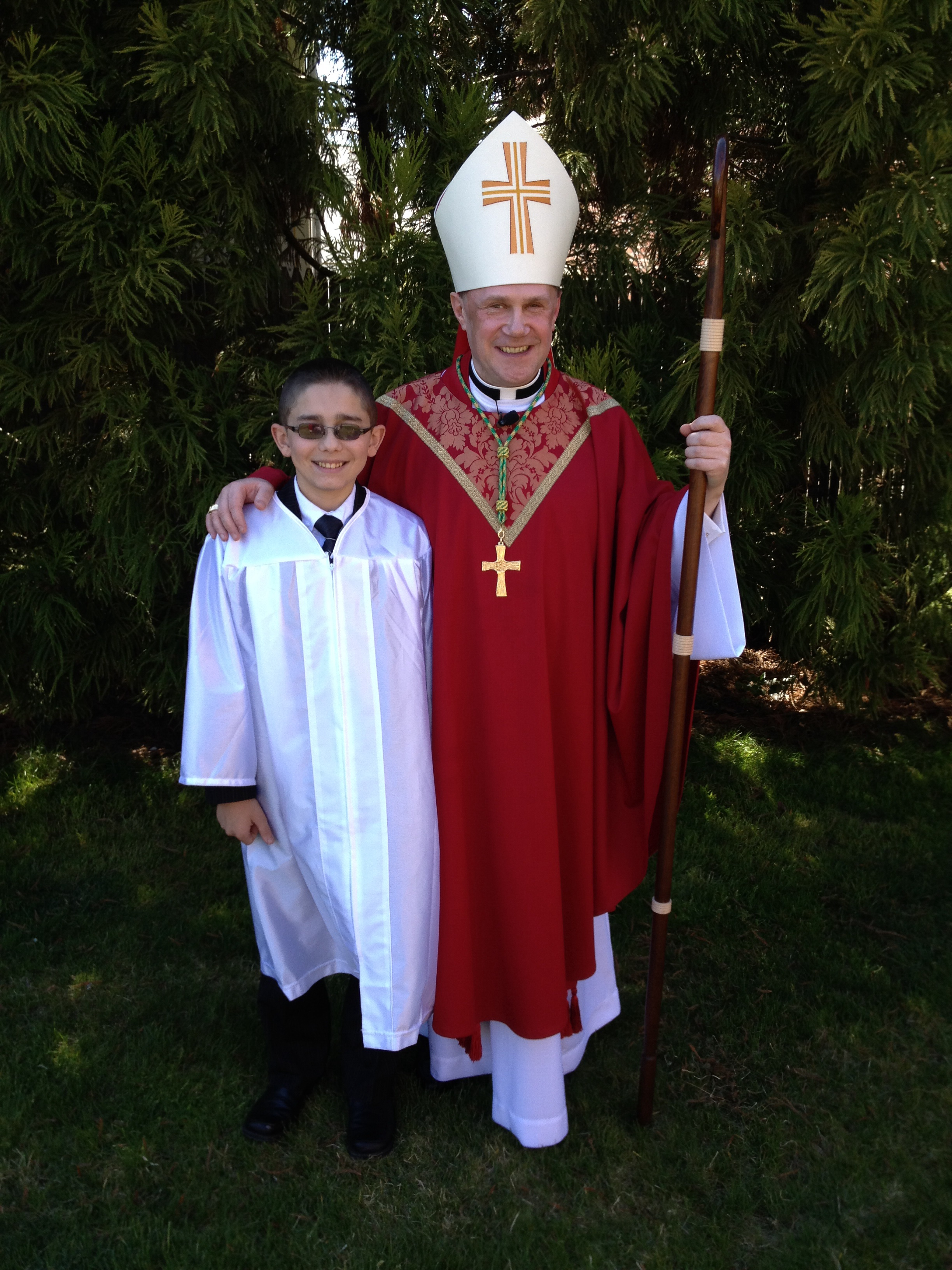
Andrzej Jerzy Zglejszewski (2014)

Andrzej Zglejszewski studierte zunächst in Polen, später am Seminary of the Immaculate Conception in Huntington bei New York. Am 26. Mai 1990 empfing er durch den Bischof von Rockville Centre, John Raymond McGann, das Sakrament der Priesterweihe. Weitere theologischen Studien absolvierte er an der Katholischen Universität von Amerika und der Fordham University. Nach Seelsorgetätig war er im Ordinariat sowie als Professor am Priesterseminar tätig.
Am 11. Februar 2014 ernannte ihn Papst Franziskus zum Titularbischof von Nicives und bestellte ihn zum Weihbischof in Rockville Centre. Der Bischof von Rockville Centre, William Francis Murphy, spendete ihm am 25. März desselben Jahres die Bischofsweihe. Mitkonsekratoren waren der Bischof von Charleston, Robert Guglielmone, und der Weihbischof in Rockville Centre, Robert John Brennan.
Andrzej Zglejszewski engagiert sich für zahlreiche soziale Projekte und die Christen im Heiligen Land. 2015 wurde er vom Kardinal-Großmeister Edwin Frederick Kardinal O’Brien zum Großoffizier des Ritterordens vom Heiligen Grab zu Jerusalem ernannt und am 31. Oktober 2015 in der St. Patrick’s Cathedral in New York durch Timothy Kardinal Dolan, Großprior der Statthalterei Eastern USA, investiert.